# Ильескас, Гонсало де

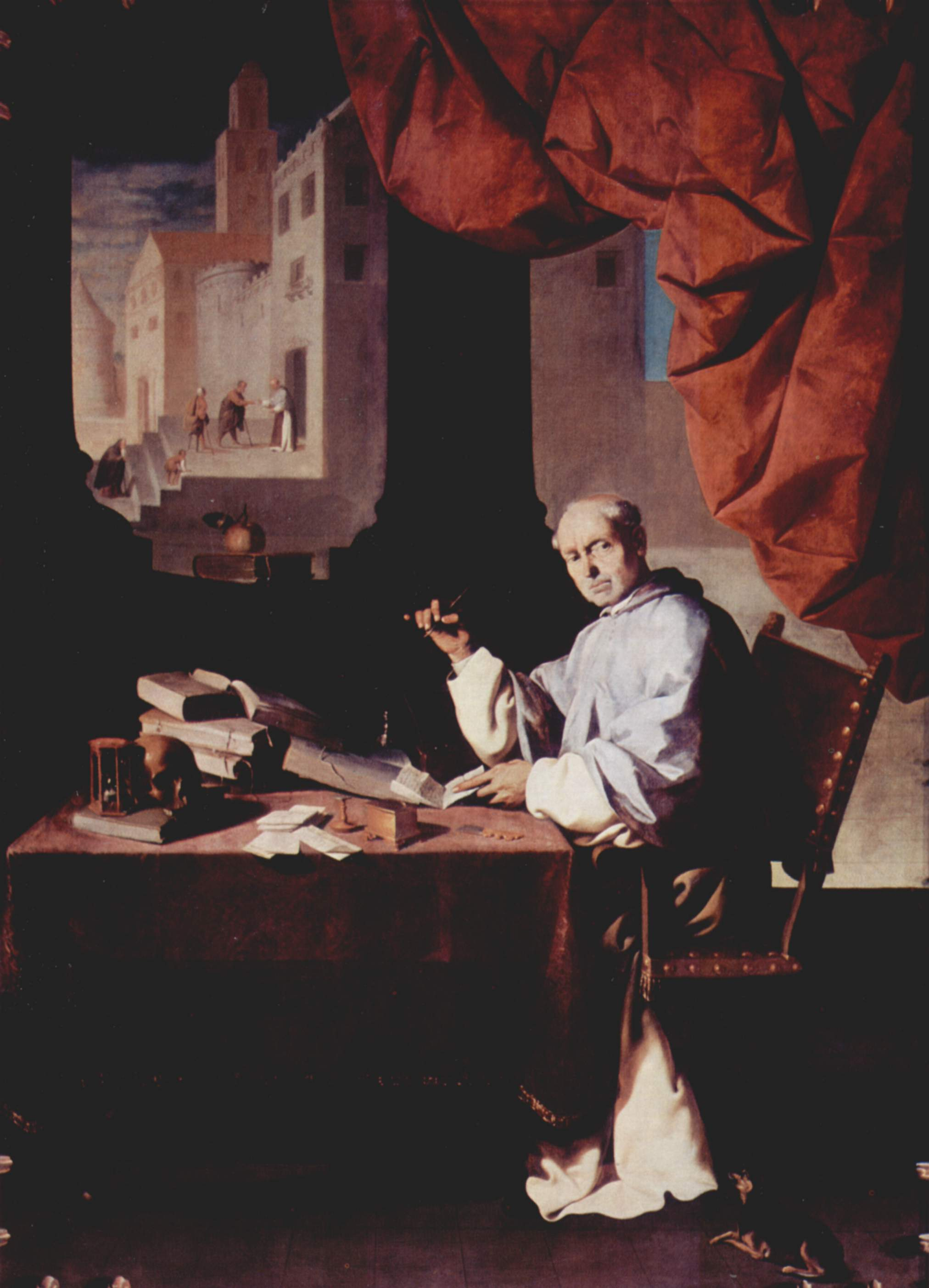
Портрет Гонсало де Ильескаса кисти Франсиско де Сурбарана

Гонсало де Ильескас (исп. Gonzalo de Illescas; около 1518 — около 1583) — испанский историк и переводчик, священнослужитель, аббат монастыря Сан-Фронтис де Самора.
Образование получил в Саламанке, по некоторым данным — доктор богословия. Путешествовал по Италии, посетил Венецию (1550) и Рим (1551).
Написал и опубликовал в различных изданиях «Historia pontifical y cathólica» («Pontifical and Catholic History») (История Пап и католической церкви), содержащую рассказ о жизни римских пап, начиная с апостола Петра и заканчивая Бонифацием VIII (1301), а также королей вестготов, королей Кастилии и Португалии.
После того, как доктор Гонсало де Ильескас в 1565 году напечатал первую часть «Папской истории», святой трибунал велел тотчас её арестовать. Автор опубликовал в 1567 году вторую часть в Вальядолиде. Она подверглась той же участи. Некоторое времени спустя сам Ильескас стал жертвою жестокого преследования. Оно было направлено инквизиторами Вальядолида, и историк смог остановить его дальнейший ход лишь дав согласие на упразднение своего труда и обещание написать другую историю без статей, помещённых в первой части и содержащих нападки на нескольких пап. Изуродованный, таким образом, труд появился в Саламанке в 1574 году. Несмотря на старания, приложенные святым трибуналом к уничтожению первого издания, Ильескас поместил его в свой индекс 1583 года.
Он также — автор книги «Jornada de Carlos V a Túnez» (День Карлоса V …), который был опубликован в Испанской королевской академии под названием «День Карлоса V» (1804).
Переводил с латыни, в частности, «Mística Theologica» (Мистическая теология) Себастьяна Тоскано (1573) и вторую часть «Vida Cristiana» (Образ христианской жизни) Гектора Пинто (1571).